# Saint-Jean-Lespinasse
Pour les articles homonymes, voir Saint-Jean et Lespinasse.
Saint-Jean-Lespinasse est une commune française, située dans le nord-est du département du Lot en région Occitanie.
Elle est également dans la Limargue, une région naturelle occupant une dépression verdoyante entre les causses du Quercy et le Ségala quercynois.
Exposée à un climat océanique altéré, elle est drainée par la Bave, le ruisseau d'aygue vieille et par divers autres petits cours d'eau. Incluse dans le bassin de la Dordogne, la commune possède un patrimoine naturel remarquable :  un espace protégé (les « falaises lotoises (rapaces) ») et deux zones naturelles d'intérêt écologique, faunistique et floristique.
Saint-Jean-Lespinasse est une commune rurale qui compte 411 habitants en 2022, après avoir connu une forte hausse de la population depuis 1962. Elle fait partie de l'aire d'attraction de Biars-sur-Cère - Saint-Céré. Ses habitants sont appelés les Jeannassiens ou  Jeannassiennes.

## Géographie
Commune située dans le Quercy, sur le causse de Gramat, sur la route nationale 673 entre Gourdon et tout près de Saint-Céré, dans la vallée de la Bave, affluent de la Dordogne.

### Communes limitrophes
| Saint-Michel-Loubéjou   | Belmont-Bretenoux     | Saint-Laurent-les-Tours (par un quadripoint) |
| Saint-Médard-de-Presque | Saint-Jean-Lespinasse | Saint-Céré                                   |
|                         | Saint-Jean-Lagineste  |                                              |

### Climat
Pour des articles plus généraux, voir Climat de l'Occitanie et Climat du Lot.
En 2010, le climat de la commune est de type climat méditerranéen altéré, selon une étude s'appuyant sur une série de données couvrant la période 1971-2000. En 2020, Météo-France publie une typologie des climats de la France métropolitaine dans laquelle la commune est exposée à un climat de montagne ou de marges de montagne et est dans la région climatique Ouest et nord-ouest du Massif Central, caractérisée par une pluviométrie annuelle de 900 à 1 500 mm, maximale en automne et en hiver.
Pour la période 1971-2000, la température annuelle moyenne est de 13,3 °C, avec une amplitude thermique annuelle de 16,4 °C. Le cumul annuel moyen de précipitations est de 979 mm, avec 10,6 jours de précipitations en janvier et 6,9 jours en juillet. Pour la période 1991-2020, la température moyenne annuelle observée sur la station météorologique la plus proche, située sur la commune de Sousceyrac-en-Quercy à 13,74 km à vol d'oiseau, est de 11,6 °C et le cumul annuel moyen de précipitations est de 1 299,2 mm,. Pour l'avenir, les paramètres climatiques de la commune estimés pour 2050 selon différents scénarios d’émission de gaz à effet de serre sont consultables sur un site dédié publié par Météo-France en novembre 2022.

### Milieux naturels et biodiversité

#### Espaces protégés
La protection réglementaire est le mode d’intervention le plus fort pour préserver des espaces naturels remarquables et leur biodiversité associée,.
La commune fait partie de la zone de transition du bassin de la Dordogne, un territoire d'une superficie de 1 880 258 ha reconnu réserve de biosphère par l'UNESCO en juillet 2012,.
Un  autre espace protégé est présent sur la commune : 
les « falaises lotoises (rapaces) », objet d'un arrêté de protection de biotope, d'une superficie de 6,6 ha.

#### Zones naturelles d'intérêt écologique, faunistique et floristique
L’inventaire des zones naturelles d'intérêt écologique, faunistique et floristique (ZNIEFF) a pour objectif de réaliser une couverture des zones les plus intéressantes sur le plan écologique, essentiellement dans la perspective d’améliorer la connaissance du patrimoine naturel national et de fournir aux différents décideurs un outil d’aide à la prise en compte de l’environnement dans l’aménagement du territoire.
Une ZNIEFF de type 1 est recensée sur la commune :
le « causse de Lauriol » (103 ha), couvrant 3 communes du département et une ZNIEFF de type 2, : 
le « cours inférieur de la Bave » (56 ha), couvrant 8 communes du département.

Cartes des ZNIEFF de type 1 et 2 à Saint-Jean-Lespinasse.
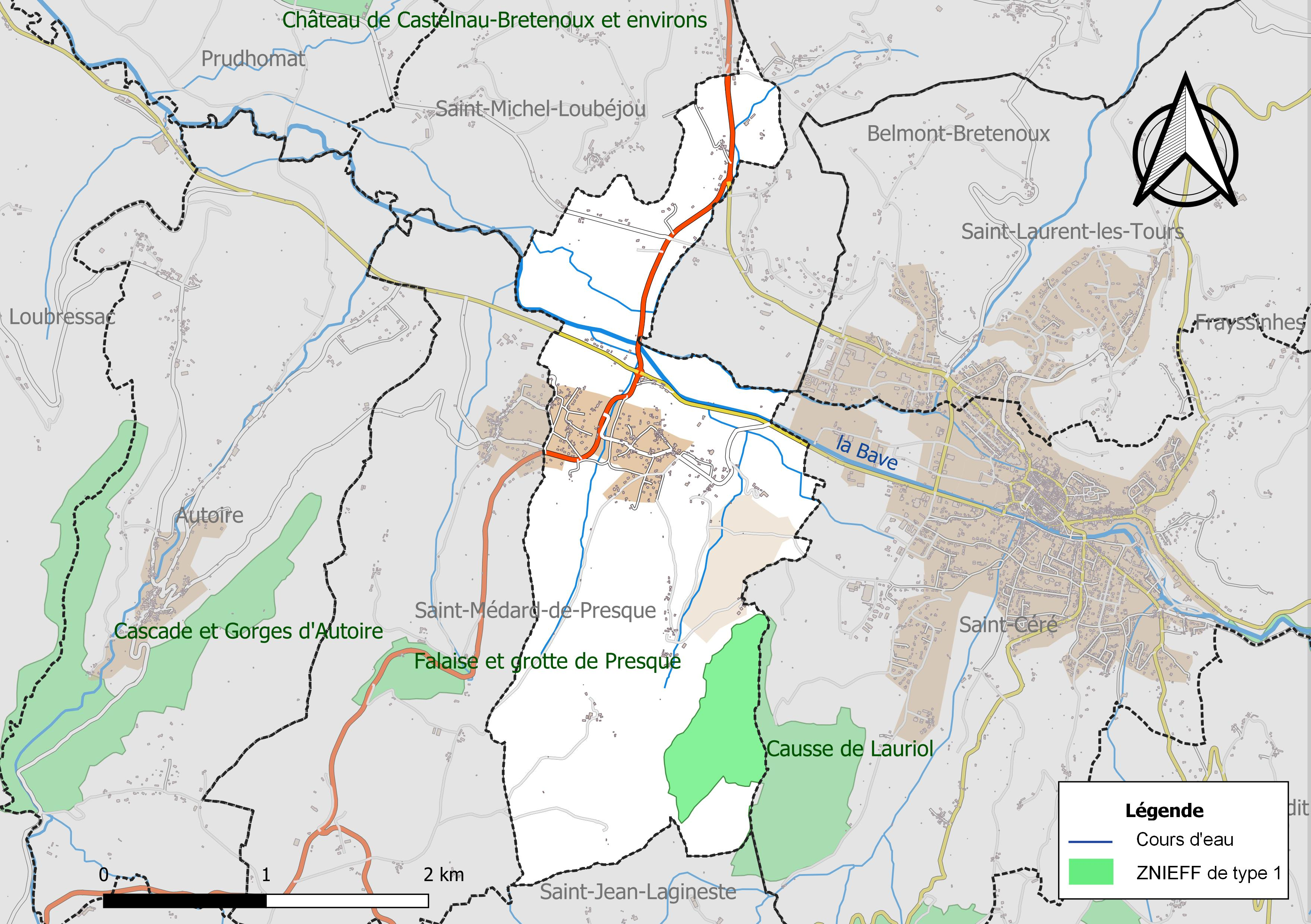
Carte de la ZNIEFF de type 1 sur la commune.
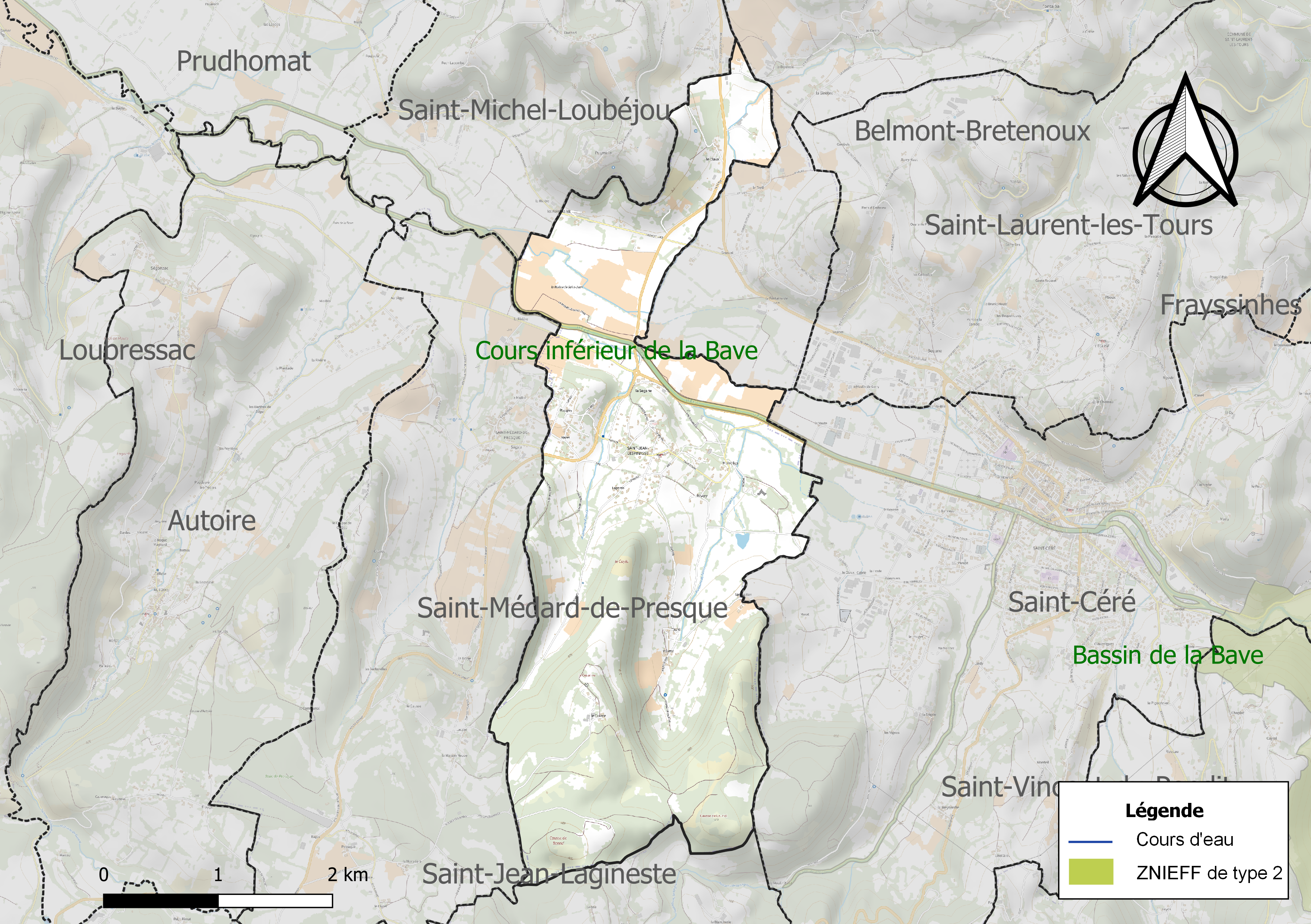
Carte de la ZNIEFF de type 2 sur la commune.

## Urbanisme

### Typologie
Au 1er janvier 2024, Saint-Jean-Lespinasse est catégorisée commune rurale à habitat dispersé, selon la nouvelle grille communale de densité à sept niveaux définie par l'Insee en 2022.
Elle est située hors unité urbaine. Par ailleurs la commune fait partie de l'aire d'attraction de Biars-sur-Cère - Saint-Céré, dont elle est une commune de la couronne,. Cette aire, qui regroupe 49 communes, est catégorisée dans les aires de moins de 50 000 habitants,.

### Occupation des sols
L'occupation des sols de la commune, telle qu'elle ressort de la base de données européenne d’occupation biophysique des sols Corine Land Cover (CLC), est marquée par l'importance des territoires agricoles (50,7 % en 2018), en diminution par rapport à 1990 (55,2 %). La répartition détaillée en 2018 est la suivante : 
prairies (35,8 %), forêts (29,6 %), zones agricoles hétérogènes (14,9 %), milieux à végétation arbustive et/ou herbacée (8,1 %), zones urbanisées (6,3 %), espaces verts artificialisés, non agricoles (5,2 %). L'évolution de l’occupation des sols de la commune et de ses infrastructures peut être observée sur les différentes représentations cartographiques du territoire : la carte de Cassini (XVIIIe siècle), la carte d'état-major (1820-1866) et les cartes ou photos aériennes de l'IGN pour la période actuelle (1950 à aujourd'hui).

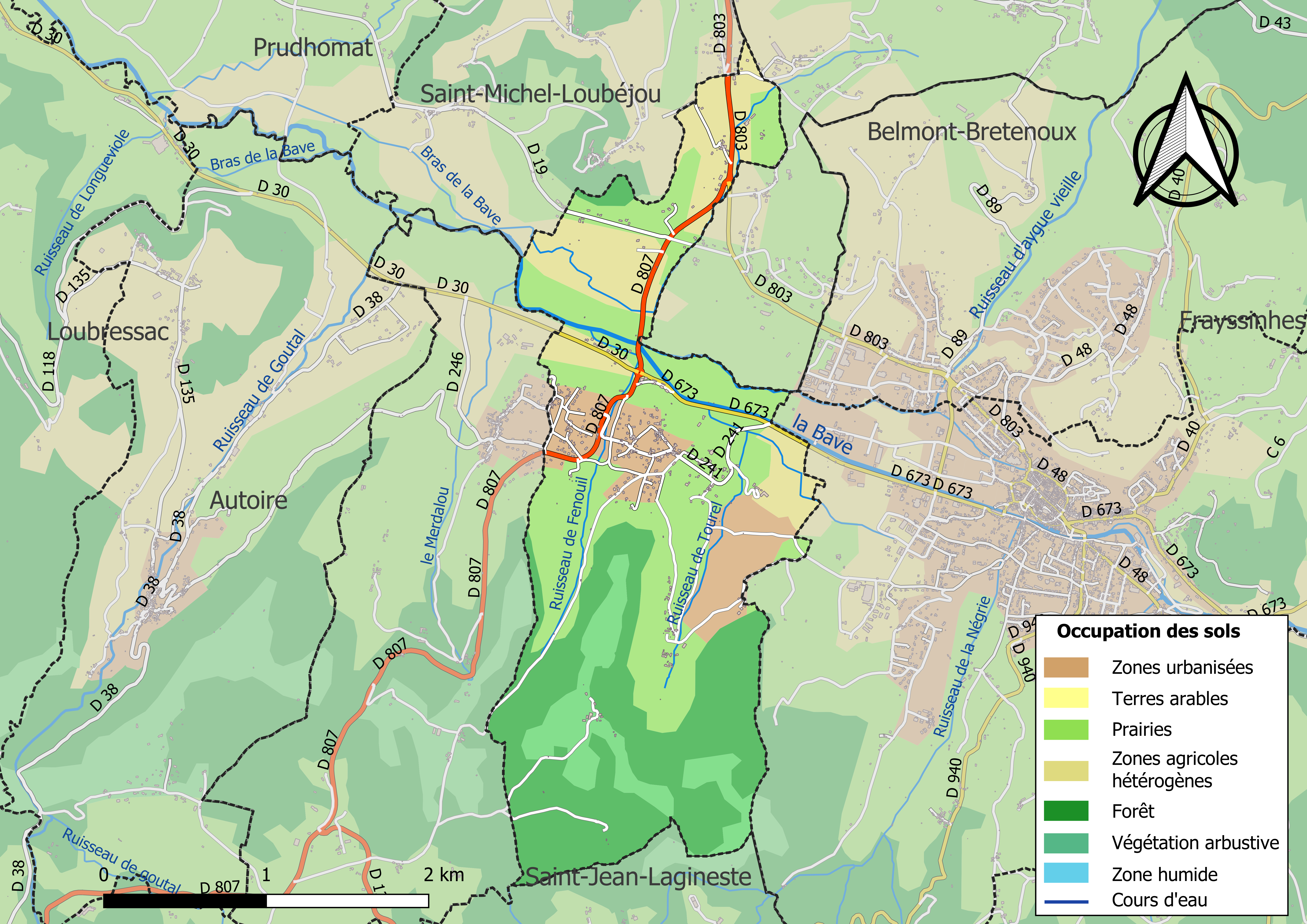
Carte des infrastructures et de l'occupation des sols de la commune en 2018 (CLC).

### Risques majeurs
Le territoire de la commune de Saint-Jean-Lespinasse est vulnérable à différents aléas naturels : météorologiques (tempête, orage, neige, grand froid, canicule ou sécheresse), inondations, feux de forêts, mouvements de terrains et séisme (sismicité très faible). Il est également exposé à un risque technologique, la rupture d'un barrage. Un site publié par le BRGM permet d'évaluer simplement et rapidement les risques d'un bien localisé soit par son adresse soit par le numéro de sa parcelle.

#### Risques naturels
Certaines parties du territoire communal sont susceptibles d’être affectées par le risque d’inondation par débordement de cours d'eau, notamment la Bave. La cartographie des zones inondables en ex-Midi-Pyrénées réalisée dans le cadre du XIe Contrat de plan État-région, visant à informer les citoyens et les décideurs sur le risque d’inondation, est accessible sur le site de la DREAL Occitanie. La commune a été reconnue en état de catastrophe naturelle au titre des dommages causés par les inondations et coulées de boue survenues en 1982, 1993, 1994 et 1999,.
Saint-Jean-Lespinasse est exposée au risque de feu de forêt. Un plan départemental de protection des forêts contre les incendies a été approuvé par arrêté préfectoral le 30 novembre 2015 pour la période 2015-2025. Les propriétaires doivent ainsi couper les broussailles, les arbustes et les branches basses sur une profondeur de 50 mètres, aux abords des constructions, chantiers, travaux et installations de toute nature, situées à moins de 200 mètres de terrains en nature
de bois, forêts, plantations, reboisements, landes ou friches. Le brûlage des déchets issus de l’entretien des parcs et jardins des ménages et des collectivités est interdit. L’écobuage est également interdit, ainsi que les feux de type méchouis et barbecues, à l’exception de ceux prévus dans des installations fixes (non situées sous couvert d'arbres) constituant une dépendance d'habitation.

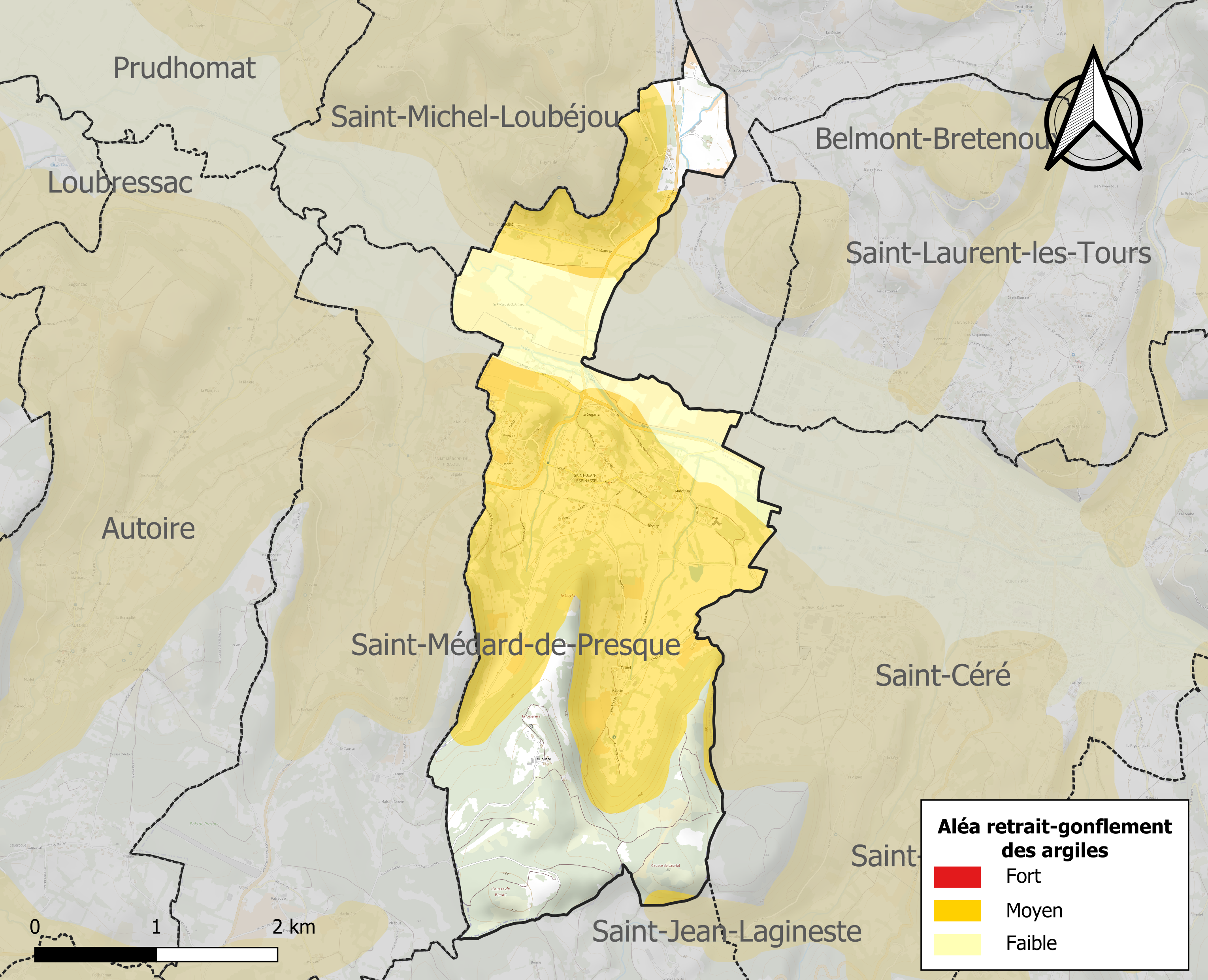
Carte des zones d'aléa retrait-gonflement des sols argileux de Saint-Jean-Lespinasse.

Les mouvements de terrains susceptibles de se produire sur la commune sont des affaissements et effondrements liés aux cavités souterraines (hors mines) et des glissements de terrain. Par ailleurs, afin de mieux appréhender le risque d’affaissement de terrain, l'inventaire national des cavités souterraines permet de localiser celles situées sur la commune.
Le retrait-gonflement des sols argileux est susceptible d'engendrer des dommages importants aux bâtiments en cas d’alternance de périodes de sécheresse et de pluie. 57,6 % de la superficie communale est en aléa moyen ou fort (67,7 % au niveau départemental et 48,5 % au niveau national). Sur les 242 bâtiments dénombrés sur la commune en 2019, 218 sont en aléa moyen ou fort, soit 90 %, à comparer aux 72 % au niveau départemental et 54 % au niveau national. Une cartographie de l'exposition du territoire national au retrait gonflement des sols argileux est disponible sur le site du BRGM,.
Par ailleurs, afin de mieux appréhender le risque d’affaissement de terrain, l'inventaire national des cavités souterraines permet de localiser celles situées sur la commune.
Concernant les mouvements de terrains, la commune a été reconnue en état de catastrophe naturelle au titre des dommages causés par la sécheresse en 2019 et par des mouvements de terrain en 1999.

#### Risques technologiques
La commune est en outre située en aval du barrage de Bort-les-Orgues, un ouvrage de classe A disposant d'une retenue de 477 millions de mètres cubes. À ce titre elle est susceptible d’être touchée par l’onde de submersion consécutive à la rupture de cet ouvrage.

## Toponymie
Espinasse serait basé sur l'occitan Espinassa (lit. grosse épine), du latin 'spina' al sens d'“aubépine” o de “prunellier” (dit aussi 'espina negra').

## Histoire

### Héraldique
|  | Les armoiries des premiers seigneurs de Montal se blasonnent ainsi : D'azur, à trois coquilles d'argent, au chef d'or. |

## Politique et administration
| Période                                  | Période  | Identité       | Étiquette | Qualité |
| ---------------------------------------- | -------- | -------------- | --------- | ------- |
| mars 2008                                | 2014     | Gérard Maynard |           |         |
| mars 2014                                | En cours | Sophie Boin    |           |         |
| Les données manquantes sont à compléter. |          |                |           |         |

## Démographie
L'évolution du nombre d'habitants est connue à travers les recensements de la population effectués dans la commune depuis 1793. Pour les communes de moins de 10 000 habitants, une enquête de recensement portant sur toute la population est réalisée tous les cinq ans, les populations de référence des années intermédiaires étant quant à elles estimées par interpolation ou extrapolation. Pour la commune, le premier recensement exhaustif entrant dans le cadre du nouveau dispositif a été réalisé en 2004.

En 2022, la commune comptait 411 habitants, en évolution de +6,2 % par rapport à 2016 (Lot : +1,31 %, France hors Mayotte : +2,11 %).
| 1793 | 1800 | 1806 | 1821 | 1831 | 1836 | 1841 | 1846 | 1851 |
| ---- | ---- | ---- | ---- | ---- | ---- | ---- | ---- | ---- |
| 471  | 423  | 397  | 524  | 478  | 616  | 569  | 599  | 600  |

| 1856 | 1861 | 1866 | 1872 | 1876 | 1881 | 1886 | 1891 | 1896 |
| ---- | ---- | ---- | ---- | ---- | ---- | ---- | ---- | ---- |
| 575  | 561  | 519  | 537  | 517  | 506  | 504  | 456  | 451  |

| 1901 | 1906 | 1911 | 1921 | 1926 | 1931 | 1936 | 1946 | 1954 |
| ---- | ---- | ---- | ---- | ---- | ---- | ---- | ---- | ---- |
| 440  | 426  | 409  | 369  | 371  | 343  | 306  | 252  | 212  |

| 1962 | 1968 | 1975 | 1982 | 1990 | 1999 | 2004 | 2006 | 2009 |
| ---- | ---- | ---- | ---- | ---- | ---- | ---- | ---- | ---- |
| 202  | 227  | 216  | 263  | 329  | 372  | 383  | 380  | 431  |

| 2014 | 2019 | 2022 | - | - | - | - | - | - |
| ---- | ---- | ---- | - | - | - | - | - | - |
| 394  | 404  | 411  | - | - | - | - | - | - |

## Économie

### Revenus
En 2018, la commune compte 182 ménages fiscaux, regroupant 431 personnes. La médiane du revenu disponible par unité de consommation est de 24 610 € (20 740 € dans le département).

### Emploi
|                | 2008  | 2013  | 2018  |
| -------------- | ----- | ----- | ----- |
| Commune        | 5,8 % | 6,7 % | 5,3 % |
| Département    | 7,3 % | 8,9 % | 9,6 % |
| France entière | 8,3 % | 10 %  | 10 %  |

En 2018, la population âgée de 15 à 64 ans s'élève à 242 personnes, parmi lesquelles on compte 74,8 % d'actifs (69,5 % ayant un emploi et 5,3 % de chômeurs) et 25,2 % d'inactifs,. Depuis 2008, le taux de chômage communal (au sens du recensement) des 15-64 ans est inférieur à celui de la France et du département.
La commune fait partie de la couronne de l'aire d'attraction de Biars-sur-Cère - Saint-Céré, du fait qu'au moins 15 % des actifs travaillent dans le pôle,. Elle compte 55 emplois en 2018, contre 58 en 2013 et 67 en 2008. Le nombre d'actifs ayant un emploi résidant dans la commune est de 172, soit un indicateur de concentration d'emploi de 31,8 % et un taux d'activité parmi les 15 ans ou plus de 54,8 %.
Sur ces 172 actifs de 15 ans ou plus ayant un emploi, 15 travaillent dans la commune, soit 9 % des habitants. Pour se rendre au travail, 97,1 % des habitants utilisent un véhicule personnel ou de fonction à quatre roues, 2,2 % s'y rendent en deux-roues, à vélo ou à pied et 0,6 % n'ont pas besoin de transport (travail au domicile).

### Activités hors agriculture
16 établissements sont implantés  à Saint-Jean-Lespinasse au 31 décembre 2019.
Le secteur du commerce de gros et de détail, des transports, de l'hébergement et de la restauration est prépondérant sur la commune puisqu'il représente 37,5 % du nombre total d'établissements de la commune (6 sur les 16 entreprises implantées  à Saint-Jean-Lespinasse), contre 29,9 % au niveau départemental.

### Agriculture
|               | 1988 | 2000 | 2010 | 2020 |
| ------------- | ---- | ---- | ---- | ---- |
| Exploitations | 18   | 13   | 6    | 4    |
| SAU (ha)      | 273  | 263  | 203  | 273  |

La commune est dans la Limargue », une petite région agricole occupant une bande verticale à l'est du territoire du département du Lot. En 2020, l'orientation technico-économique de l'agriculture  sur la commune est la polyculture et/ou le polyélevage. Quatre exploitations agricoles ayant leur siège dans la commune sont dénombrées lors du recensement agricole de 2020 (18 en 1988). La superficie agricole utilisée est de 273 ha,,.

## Culture locale et patrimoine

### Château de Montal
Château de style Renaissance, qui est depuis le 1er octobre 2006, sous la responsabilité du Centre des monuments nationaux. Il est ouvert à la visite. L'édifice est partiellement classé et inscrit au titre des monuments historiques en 1909, 1955 et 1995.
- Chapelle du château de Montal de Saint-Jean-Lespinasse.

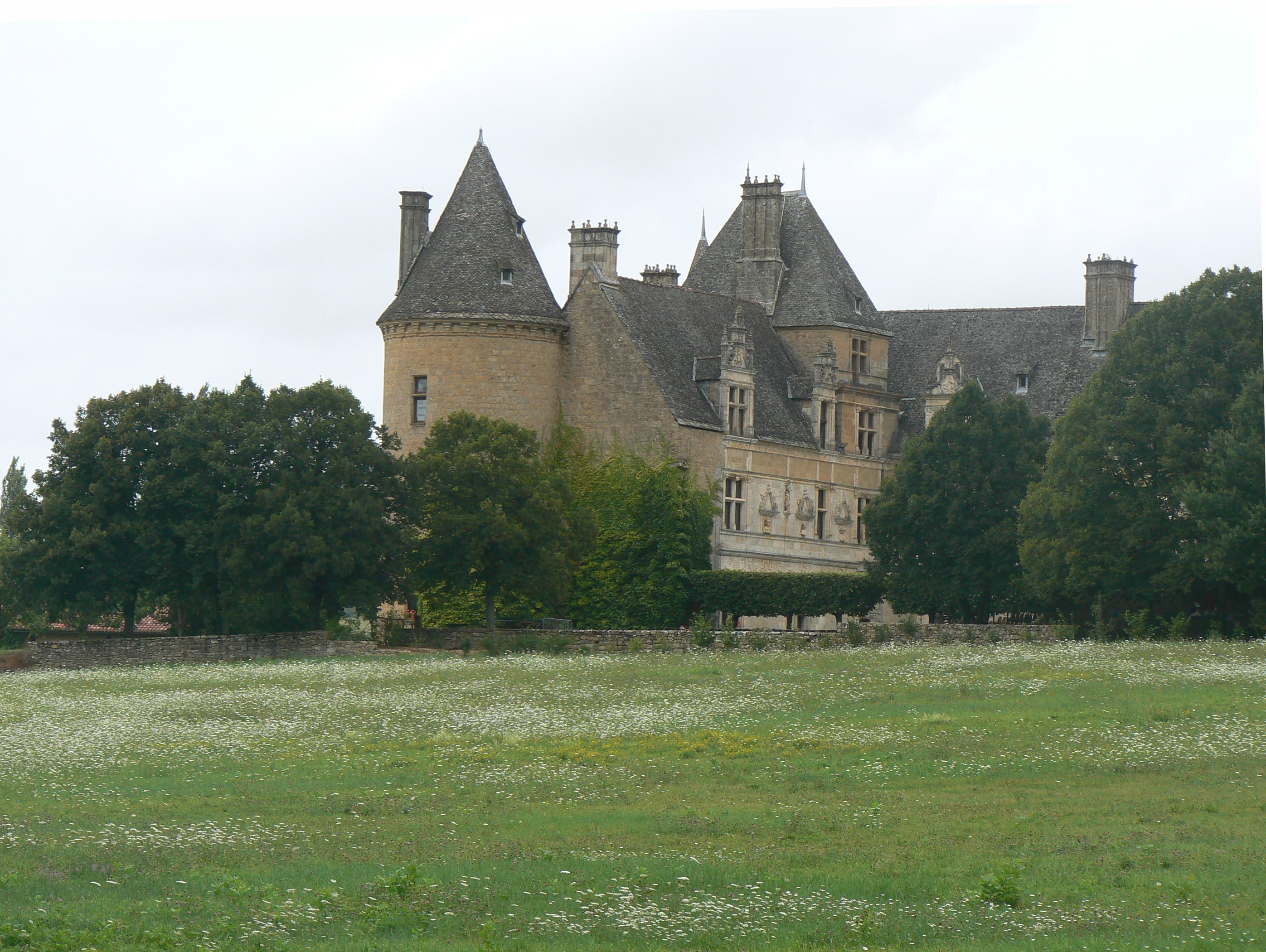
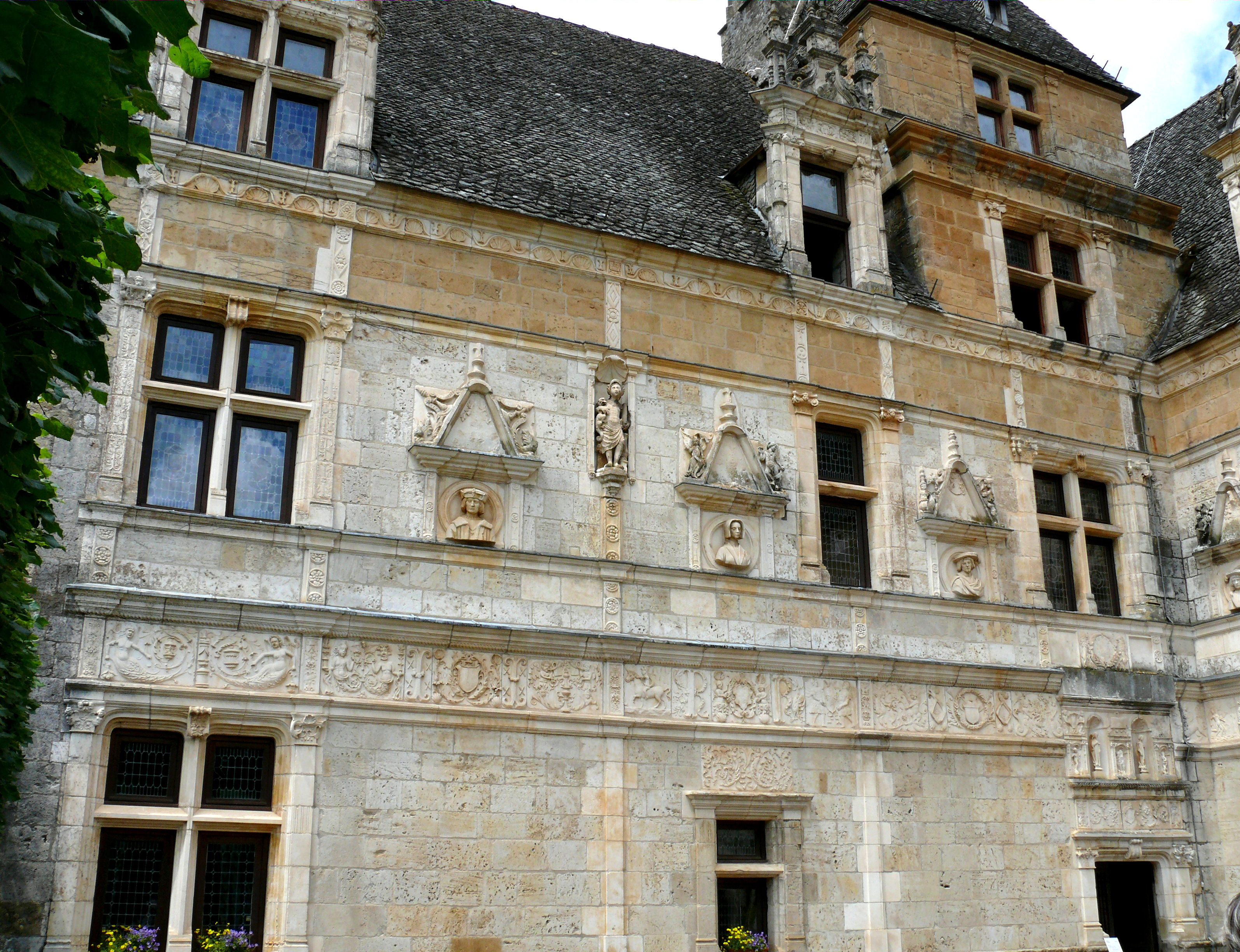
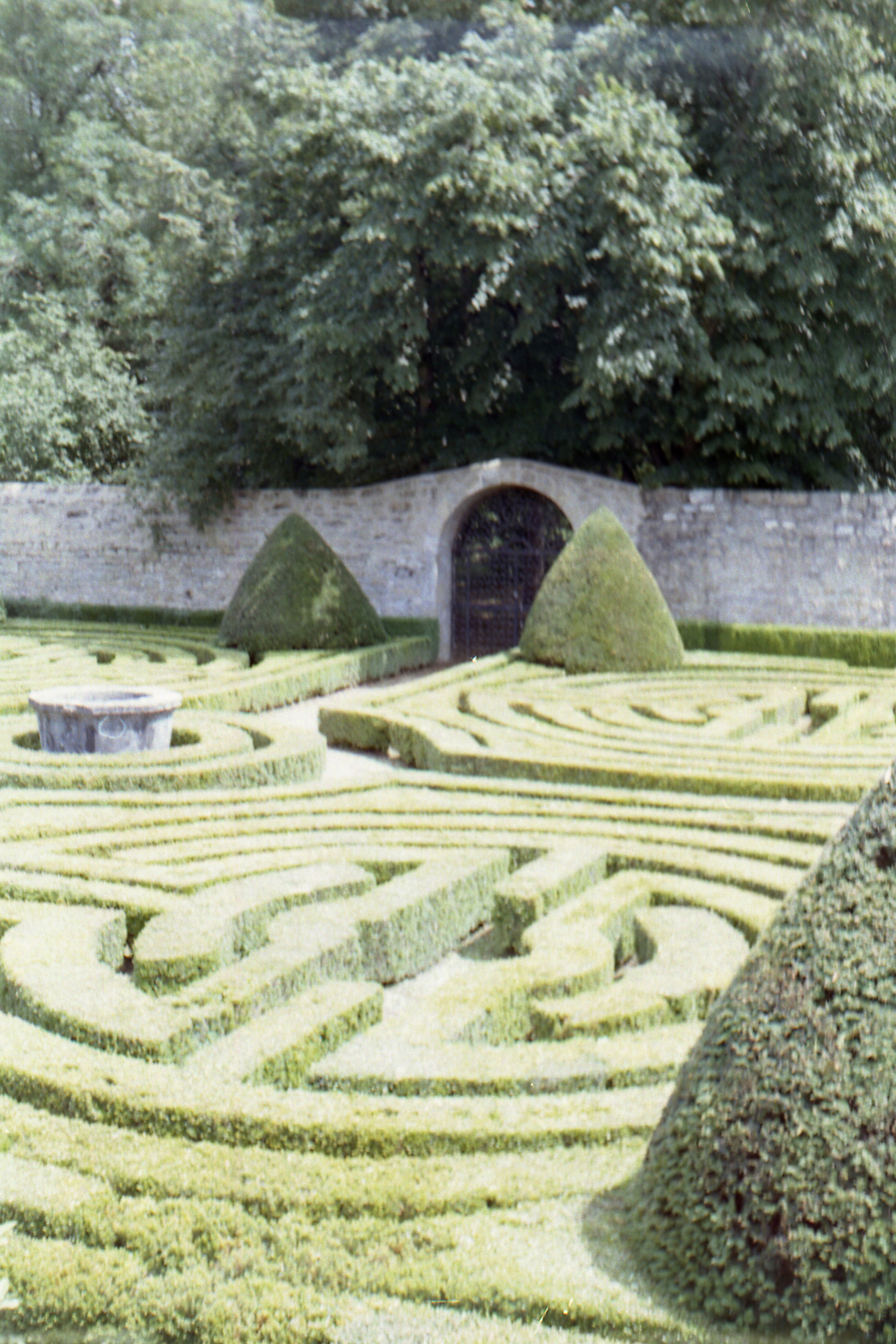

### Église romane Saint-Jean-Baptiste
L'église Saint-Jean-Baptiste est une belle bâtisse romane couverte de tuiles plates. Incendiée en 1552. Avec une crypte romane et un ensemble sculpté, l'église a reçu après son incendie deux équipes de peintres. Il est ainsi possible d'admirer une pietà, le martyre de saint Sébastien et une scène d'offrande à l'intérieur de l'édifice. Une litre funéraire du XVIIIe siècle est également visible. L'édifice a été classé au titre des monuments historiques en 1913. Plusieurs objets sont référencés dans la base Palissy.
L'église possède une crypte.

### Golf de Montal
Sur la commune, et tout près du château, se trouve un parcours de golf de neuf trous avec un plan d'eau.

### Césarines
On prétend que cette falaise calcaire, où l'on peut effectivement observer des murailles larges de plusieurs mètres, aurait été fortifiée par César au temps de la guerre des Gaules, d'où son nom.
Un temps proposé comme lieu de la bataille d'Uxellodunum, les Césarines furent rapidement écartées au profit des deux sites majeurs de Capdenac et du Puy-d'Issolud. Les dernières études archéologiques ont fini de prouver que le Puy-d'Issolud était bien le lieu de la dernière et grande bataille de César en Gaule.

### Espace culturel Orlando
Denise et Peter Orlando artistes ayant élu domicile à Saint-Céré dans les années 1980, ont fait don de certaines de leurs œuvres à la commune de Saint-Jean-Lespinasse. L'Espace Orlando, situé à côté de l'église, est ouvert depuis l'été 2007. Il présente au public un choix de céramiques de Peter et Denise, de tableaux de Peter (1921-2009) ainsi que des animations et des expositions diverses d'artistes.

### Personnalités liées à la commune
- Antoine de Plas de Tanes : seigneur de Montal et député de la noblesse[41] aux États généraux de 1789.
- Maurice Fenaille (1855-1937) : industriel amoureux des arts, il investit une partie de sa fortune pour relever le château de Montal et lui éviter une ruine définitive. Il dut racheter de nombreuses parties du château qui avaient été dispersées en France et à l'étranger, par exemple une cheminée se trouvait dans le château des évêques d'Angers à Villevêque, Maine-et-Loire. Mécène, philanthrope et passionné, il offrit ce monument à l'État après en avoir achevé toutes les restaurations.
- Anatole de Monzie (1876-1947) : cet homme politique — il fut ministre de l'Instruction publique en 1925 — et écrivain (auteur entre autres des Contes de Saint Céré) a possédé un manoir à Saint-Jean-Lespinasse au lieu-dit Revery. Sa sépulture est visible au vieux cimetière.
- Gérald Van der Kemp (1912-2001) : résistant dans le maquis du Lot pendant la Seconde Guerre mondiale, il participa à la sauvegarde des œuvres du musée du Louvre — certaines ont été cachées un temps au château de Montal (entre autres La Joconde) ; il s'est marié à Saint-Jean Lespinasse pendant la guerre. Après la guerre, il fut nommé conservateur du château de Versailles. Il subsiste le caveau Van der Kemp au cimetière de Saint-Jean-Lespinasse mais celui-ci est désormais vide.